# Fürth Hardhöhe (metrostation)
Fürth Hardhöhe is een metrostation in de wijk Hardhöhe van de Duitse stad Fürth. Het station werd geopend op 8 december 2007 en wordt bediend door lijn U1 van de metro van Neurenberg.